# Les Aventures de Quicky
Les Aventures de Quicky  és una trilogia de còmics dibuixada i escrita pel dibuixant català Ramon Maria Casanyes.
Aquests tres àlbums han estat publicats per Nestlé amb un objectiu publicitari destinat a promoure Nesquik i augmentar la popularitat de la seva mascota Quicky.

## Albums
1. El Misteri de les ortigues
2. L'Impostor
3. El tros de gel negre

## Sinopsi
- El Misteri de les ortigues

Un misteriós gàngster anomenat «Gordon» segresta Annie, una amiga de Quicky, la cèlebre mascota de Nesquik, i demana la fórmula de la beguda com a rescat.
- L'Impostor

En el moment d'una gran celebració parisenca feta en honor de Quicky, aquest últim és reemplaçat per un sòsia puix que nostre heroi es troba en presó. L'aventura començarà quan Quicky s'escapi de la presó.
- El tros de gel negre

Uns extraterrestres desembarquen sobre la terra i paralitzen en pocs dies la producció mundial de llet. Quicky, els seus amics, i Sir James, un espia britànic, ho investiguen.